# Liste der Naturdenkmale in Wollmerath
Die Liste der Naturdenkmale in Wollmerath nennt die im Gemeindegebiet von Wollmerath ausgewiesenen Naturdenkmale (Stand 17. August 2013).

## Ehemalige Naturdenkmale
| Nr.         | Bezeichnung | Lage                                          | Beschreibung | Bild                                    |
| ----------- | ----------- | --------------------------------------------- | ------------ | --------------------------------------- |
| ND-7135-418 | Fichte      | südlich des Ortes; Flur Auf dem Leystück Lage | Picea abies  | Direkt Bild zu diesem Denkmal hochladen |